# Елет (Приморска Сена)
Елет (фр. Eslettes) насеље је и општина у северној Француској у региону Горња Нормандија, у департману Приморска Сена која припада префектури Руан.
По подацима из 2011. године у општини је живело 1489 становника, а густина насељености је износила 290,82 становника/km². Општина се простире на површини од 5,12 km². Налази се на средњој надморској висини од 160 метара (максималној 167 m, а минималној 44 m).

## Демографија
| 1962. | 1968. | 1975. | 1982. | 1990. | 1999. | 2011. |
| ----- | ----- | ----- | ----- | ----- | ----- | ----- |
| 501   | 513   | 665   | 935   | 1.383 | 1.396 | 1.489 |

График промене броја становника у току последњих година